# Liste des présidents de l'Assemblée nationale (Kenya)
Le président (Speaker) dirige les débats et organise les travaux de l'Assemblée nationale. il a un rôle ex officio et est secondé par un greffier (Clerk).

## Période entre 1948 et 1963
Présidents du Conseil législatif colonial (Colonial Legislative Council) :
- William K. Horne (1948–1955)
- Frederick Ferdinand W. Cavendish-Bentinck (1955–1960)
- Sir Humphrey Slade (1960–1963)

## Période entre 1963 et 1966
Le Parlement est bicaméral avec la Maison des représentants et le Sénat.

Président de la Maison des représentants (House of Representatives) :
- Sir Humphrey Slade (1963–1966)

## Période entre 1966 et 2013
Le Parlement redevient monocaméral.

Présidents de l'Assemblée nationale (National Assembly) :
| Président                   | Période                      | Parti politique |
| --------------------------- | ---------------------------- | --------------- |
| Sir Humphrey Slade          | 1966–1970                    | non applicable  |
| Fred Mbiti Gideon Mati      | 1970–1988                    | APP/KANU        |
| Moses Kiprono arap Keino    | 1988–1991                    | KANU            |
| Jonathan Kimetet arap Ngeno | 1991–1993                    | KANU            |
| Francis Ole Kaparo          | 1993–14 janvier 2008         | KANU            |
| Kenneth Marende             | 15 janvier 2008–27 mars 2013 | ODM             |

## À partir de mars 2013
La nouvelle Constitution de 2010 réinstaure un Parlement bicaméral avec une Assemblée nationale et un Sénat.
| Président       | Période                    | Parti politique |
| --------------- | -------------------------- | --------------- |
| Justin Muturi   | 28 mars 2013-8 août 2022   | parti du jubilé |
| Moses Wetangula | Depuis le 8 septembre 2022 | Kenya Kwanza    |